# Seruv 2014
Seruv 2014 é um movimento criado por jovens israelenses que anunciaram em carta aberta ao primeiro-ministro de Israel, Benjamin Netanyahu, a intenção de não cumprir o serviço militar, obrigatório no país.

## História
Em Junho de 2014, 60 jovens de ambos os sexos, com idades entre 16 e 19 anos, enviaram uma carta ao primeiro ministro de Israel, Binyamin Netanyahu e ao público israelense, afirmando que pretendem se recusar a prestar o serviço militar obrigatório pois se opõem à ocupação dos territórios palestinos.
Segundo o porta-voz do grupo, Itai Aknin, os jovens receberam insultos e até ameaças de morte por intermédio das redes sociais, pela recusa em prestar o serviço militar. Entrevistado no canal 2 da TV israelense, um dos participantes afirmou que a TV "nem deveria dar espaço para essa iniciativa desprezível". Apesar das pressões, Aknin afirmou que os integrantes do grupo "estão decididos". "Não queremos participar dos abusos que o Exército comete contra os palestinos, queremos acabar com a ocupação".